# Шейхпура
Шейхпура (англ. Sheikhpura) — город на юге центральной части штата Бихар, Индия. Административный центр округа Шейхпура.

## География
Абсолютная высота — 43 метра над уровнем моря.

## Население
По данным на 2013 год численность населения составляет 54 699 человек. По данным переписи 2001 года мужчины составляли 53 % населения города, женщины — 47 %. Уровень грамотности взрослого населения на тот период составлял 51 %, что ниже среднего по стране показателя 59,5 %. Доля детей младше 6 лет — 18 %.
Динамика численности населения города по годам:
| 1991   | 2001   | 2013   |
| ------ | ------ | ------ |
| 34 429 | 43 113 | 54 699 |

## Транспорт
Имеется железнодорожное сообщение. Ближайший аэропорт расположен в Патне.